# Bijograd
Bijograd (Бијоград) è un centro abitato della Bosnia ed Erzegovina, compreso nel comune di Trebigne.